# Hudești
Hudești is een Roemeense gemeente in het district Botoșani.
Hudești telt 6384 inwoners.

## Geboren
- Doina Melinte (1956), atlete